# Coma (2019)
Coma (russisch Кома) ist ein 2019 erschienener russischer Film von Nikita Argunov.

## Handlung
Ein junger Architekt erwacht in seiner Wohnung aus einem Traum, muss aber schnell feststellen, dass seine Umgebung unvollständig ist. Als er das Haus verlässt, sieht er, dass dies auch auf die Menschen um ihn herum zutrifft und die Welt aus unvollständigen Bruchstücken von Gebäuden und Orten besteht, die auf unnatürliche Weise miteinander verbunden sind. Er merkt, dass er die Umgebung durch seine Willenskraft beeinflussen kann. Als der Architekt von einer schwarzen Kreatur angegriffen wird, eilen ihm drei Menschen – Fly, Phantom und Pilot – mit Waffen zu Hilfe. Pilot opfert sich, indem er das Monster von der Gruppe weglockt und sich in die Luft sprengt, wodurch die übrigen gerettet werden. Phantom wurde allerdings von der Kreatur an der Hand verletzt.
Der Architekt erfährt, dass er wie seine Gefährten in Wirklichkeit im Koma liegt und die sie umgebende Welt aus miteinander verbundenen Erinnerungen der Komapatienten besteht. Der Architekt und die Frau mit dem Namen Fly fühlen sich direkt voneinander angezogen. Er folgt ihr und Phantom zu einer Basis der Menschen, die nur über einen alten Omnibus erreicht werden kann.
Die Menschen verstecken sich hier vor den „Reaper“ genannten Kreaturen und sprengen die immer wieder neu entstehenden Zugangswege. Sie sind auf der Suche nach einer sicheren „Insel“, die von den „Reapern“ nicht erreicht werden kann. Ihr Anführer ist Yan, der am längsten dabei ist und früher bereits einmal aus dem Koma aufgewacht war. Er wählt diejenigen Komapatienten aus, von denen er denkt, dass sie besondere Fähigkeiten haben, die der Gruppe nutzen könnten, und die, wie der Architekt, zur Gruppe geführt werden. Dem Architekten wird ein leeres Zimmer zugewiesen, das sich bald mit seinen Erinnerungen aus der realen Welt füllen soll.
Im Traum erinnert sich der Architekt an eine Arbeit für eine religiöse Sekte, ein Krankenhaus und seinen Aufenthalt dort sowie einen Autounfall. Als er aufwacht, wachsen diese Erinnerungen aus der Rückwand seines Zimmers. Phantom ist überrascht, dass der Neue derartige Erinnerungen hat, und warnt ihn, den Traum vor seinem Zimmer zu betreten. Er sieht in ihm einen Konkurrenten zu Fly und unterzieht ihn einem Test, der Architekt zeigt aber keinerlei Eignung zum Kampf.
Als sich ein Trupp von Menschen mit besonderen Fähigkeiten unter der Führung Phantoms aufmacht, um in der Komawelt Sprengstoff zu suchen, bleibt der Architekt zunächst bei den einfachen Arbeitern. Er erfährt von Yan, dass die Zeit im Koma 100-mal langsamer verläuft als in der echten Welt. Yan fordert den Architekten auf, seine besonderen Fähigkeiten herauszufordern, und ordnet an, dass er sich dem Trupp anschließen soll.
Unterwegs erklärt der Kartenexperte Link dem Architekten, dass er denkt, die eigenen Träume seien der Schlüssel zum Aufwachen. Der Architekt erfährt auch, dass die  „Reaper“ die Menschen der Komawelt in Kreaturen ihresgleichen verwandeln können. Der Trupp begibt sich zu einem Fabrikgelände, das von erinnerten Wachen geschützt wird. Phantom provoziert ein Gefecht, das von der Truppe gewonnen wird, aber Link wirft ihm vor, die „Reaper“ angelockt zu haben. Die Truppe erreicht einen Hangar mit einem U-Boot. Sie wollen den Torpedo entnehmen, der ihnen einen großen Vorrat an Sprengstoff verspricht, jedoch nähern sich mehrere „Reaper“ und Phantom befiehlt, sich zurückzuziehen, während Gnom die „Reaper“ ablenken soll. Der Architekt hält sich nicht daran und als sich der Torpedo im freien Fall befindet, schafft er es, mit seinem Verstand eine Rutsche zu bauen. Die Truppe kann mit dem Torpedo entkommen.
Zurück in der Basis, wird allen die besondere Fähigkeit des Architekten kundgetan und Yan beschließt, dass es der Architekt sein soll, der den Menschen die so dringend benötigte sichere „Insel“ bauen soll. Am nächsten Tag wollen sich alle Menschen aufmachen, um den Standort für die sichere „Insel“ zu suchen. Yan überträgt die Führung Link, da er Phantom vorwirft, aus Rücksichtslosigkeit die „Reaper“ angelockt zu haben. Als der Architekt seine Fähigkeit in der Nacht alleine probieren will, scheitert er zunächst, ist aber nach einem Hinweis von Fly in der Lage, sich an einen früheren seiner Entwürfe zu erinnern und ihn zu verwerten. Fly ist von seinen Erinnerungen beeindruckt, erinnert sich an früher und beide beginnen eine Liebesbeziehung.
Als unterwegs Spirit die Anwesenheit der „Reaper“ spürt, teilt sich die Gruppe auf, um einen sicheren Weg zu finden. Der Architekt, dessen Namen „Viktor“ Fly mittlerweile weiß, wird von einem „Reaper“ angegriffen, aber von Tank gerettet. Es stellt sich heraus, dass Phantom den Architekten absichtlich als Lockvogel für die „Reaper“ benutzte. Seit seiner Verletzung verwandelt er sich in einen von ihnen, die nun die Gruppe angreifen. Als er sich erklären will, schießt Yan auf ihn.
Auf der Flucht vor den „Reapern“ beginnt der Architekt aus dem Koma aufzuwachen. Dabei erinnert er sich, dass er, Viktor, mit seiner Freundin, die im Koma als Fly auftritt, auf dem Weg zu einer Sekte war, für die er eine neue Stadt bauen sollte. Diese Sekte unter Führung von Yan befindet sich in dem Krankenhausgebäude. Dort erfuhr er, dass die Sekte Komapatienten im Keller am Leben aufrechterhält und er für diese Menschen die Stadt im Koma bauen sollte. Er flüchtete, doch auf der Autofahrt erlitten er und seine Freundin einen Unfall und fielen ins Koma. Er wacht nun auf der Komastation der Sekte auf. An der Wand der Station befindet sich eine Fotografie des Tempels von Abu Simbel und Yan erklärt, bereits die Pharaonen hätten die Welt des Komas gekannt. Yan will allen Anhängern seiner Sekte im Koma ein neues Leben verschaffen. Viktor will den Ort sofort verlassen, doch Yan weist ihn darauf hin, dass seine Freundin nach wie vor im Koma liegt und sobald ein „Reaper“ von einem Patienten Besitz ergreife, komme es zu einer Nekrose des Hirngewebes. Er verspricht Viktor, alle gehen zu lassen, wenn er im Koma die Stadt für ihn baue, und beteuert, dass es eine Hintertür im Koma gebe. Viktor willigt widerwillig ein und wird erneut in ein Koma versetzt.
Viktor wacht wieder in seiner Wohnung auf, dieses Mal aber mit seinen Erinnerungen. Zurück bei der Gruppe Fly, Link, Spirit und Tank verrät er dem Trupp vom Konstrukt der Komawelt. Er baut die von Yan gewünschte Stadt. Von Yan mit ihrem eigentlichen Dasein konfrontiert, sind sich die Menschen nicht einig, ob sie zurückkehren wollen oder nicht. Viktor und seine Freundin hatten sich in der Wirklichkeit bereits getrennt. Yan weist sie darauf hin, dass sie durch ihr Wissen eine Gefahr seien und er die Mediziner in der realen Welt angewiesen hatte, die Sauerstoffzufuhr abzuschalten, sodass alle in diesem Augenblick sterben würden. Durch den langsameren Zeitablauf in der Komawelt hätten sie noch etwa 15 Minuten.
Dem Architekt ist bewusst, dass sie die Hintertür zum Aufwachen finden müssen. Er eilt mit Fly und Link in sein Zimmer in der Basis, wo sie seinen Traum betreten. Es handelt sich um das Krankenhaus der Sekte, doch die Erinnerung ist unvollständig und fehlerhaft. Auf der Suche nach der Hintertür erkennt Viktor den Tempel von Abu Simbel, dessen Fotografie an der Wand im Keller des Krankenhauses hängt, doch Link stirbt. Yan ist schon da und der Architekt versucht, ihn auszuschalten, doch es gelingt ihm nicht, da Yan vor dem Eintritt in das Koma sein Gehirn stimuliert hat. Als bei Viktor und seiner Freundin der Sterbeprozess einsetzt, wird Yan von einem „Reaper“ erwischt, der sich als Phantom zu erkennen gibt und von den beiden anderen ablässt. Durch die Hintertür kann Viktor aus dem Koma aufwachen. Er entfernt sofort die Intubation bei seiner Freundin, die gerade noch so überlebt. Beide flüchten, während die Pfleger auf einem Monitor sehen, dass das Gehirn von Yan, der nach wie vor im Koma liegt, abstirbt.
Wieder Zuhause sehen Viktor und seine Freundin im Fernsehen, dass alle strafrechtlichen Vorwürfe gegen die Sekte fallengelassen wurden. Viktor sagt seiner Freundin, er habe die Zusage für eine bedeutende Stelle erhalten. Gleichzeitig sieht er sich die Visitenkarte der Sekte an.

## Entstehung
| Figur            | Darsteller            | Deutscher Sprecher |
| ---------------- | --------------------- | ------------------ |
| Viktor/Architekt | Rinal Muchametow      | Valentin Stilu     |
| Phantom          | Anton Pampushnyy      | Tommy Morgenstern  |
| Yan              | Konstantin Lawronenko | Frank Röth         |
| Tank             | Vilen Babichev        | Marco Kröger       |
| Kabel            | Leonid Timtsunik      | Tobias Lelle       |
| Fly              | Ljubow Aksjonowa      | Alice Bauer        |
| Gnom             | Rostislav Gulbis      | Christoph Banken   |
| Link             | Miloš Biković         | David Turba        |
| Spirit           | Polina Kuzminskaya    | Sonja Spuhl        |
| Assistent        | Sergei Gilev          | Viktor Neumann     |

Das Budget betrug vier Millionen Dollar. Der Regisseur sah seine Vorbilder in Star Wars, Blade Runner, Terminator, Aliens – Die Rückkehr und Zurück in die Zukunft. Als Mitautor des Drehbuchs ließ er sich von Robert A. Heinlein, Philip K. Dick, Ray Bradbury und Harry Harrison inspirieren. Anlehnungen an Doctor Strange seien hingegen zufällig.

## Rezeption
Lutz Granert sah eine Verbindung zu Inception von Christopher Nolan und Matrix der Wachowskis. Der Film überzeuge besonderes mit seiner Optik, abseits einer angeklungenen Religionskritik lasse er jedoch eine tiefgründige Gesellschaftskritik vermissen. Falk Straub ordnete den Film zwischen Inception und Upside Down von Juan Diego Solanas ein, vermisste jedoch ebenfalls eine gesellschaftskritische Ebene.